# Pycnophyllum stuebelii
Pycnophyllum stuebelii är en nejlikväxtart som beskrevs av Johannes Mattfeld. Pycnophyllum stuebelii ingår i släktet Pycnophyllum och familjen nejlikväxter. Inga underarter finns listade i Catalogue of Life.